# Vision (Thomas Mann)
Vision ist eine Prosaskizze von Thomas Mann, die er 1893 für die Lübecker Schülerzeitschrift „Der Frühlingssturm“ geschrieben hat.

## Inhalt
Der Blick des Erzählers ist auf die mit einem Ring geschmückte Hand einer jungen Dame gerichtet. Der Erzähler lenkt sich ab, indem er von Damast schreibt und von einem Kristallkelch – Requisiten, die von Fotos wilhelminischer Wohnzimmer her bekannt sind. Was aber zeitlos ist, löst eine Gefühlsregung des Erzählers aus. Das ist ein Pulsieren und Pochen nahe bei der Ader auf dem nackten Unterarm inklusive zarter Hand in jenem Zimmer. Am Ende kann der Erzähler über die verlorene Liebe zu einem Mädchen weinen, den Tränen freien Lauf lassen.

## Anmerkung
Hermann Kurzke weist auf den Einfluss der Wiener Symbolisten hin. Die Wiener haben die „minuziöse Empfindungsanalyse“ nach Hans R. Vaget von den Franzosen.

## Verwendete Ausgabe
- „Thomas Mann: Vision. Prosa-Skizze.“ S. 7–8 in Sämtliche Erzählungen. Band 1. S. Fischer Verlag, Frankfurt 2002 (8. Aufl.), ISBN 3-10-348115-2